# 772
772 (DCCLXXII) var ett skottår som började en onsdag i den julianska kalendern.

## Händelser

### Februari
- 1 februari – Sedan Stefan III har avlidit en vecka tidigare väljs Hadrianus I till påve.

### Okänt datum
- Lateranen blir medelpunkten för det kyrkopolitiska livet inom kristendomen.
- De Sachsiska krigen utbryter och varar till 804.

## Födda
- Bai Juyi, kinesisk författare.

## Avlidna
- 24 januari – Stefan III, påve sedan 768.